# Чемпионат Европы по фигурному катанию 1899
Чемпионат Европы по фигурному катанию 1899 года проходил в Давосе (Швейцария) 14-15 января. Соревновались только мужчины по программе обязательных упражнений. Победу второй раз подряд одержал швед Ульрих Сальхов.

## Медалисты
| Место | Имя            | Страна             | Баллы |
| ----- | -------------- | ------------------ | ----- |
| 1     | Ульрих Сальхов | Швеция             | 7     |
| 2     | Густав Хюгель  | Австрия            | 10    |
| 3     | Эрнест Феллнер | Австрия            | 12    |
| 4     | Мартин Гордан  | Германская империя | 20    |

Судьи:
- K. Collin  Швеция
- F. von Groote  Швейцария
- J. Günther  Швейцария
- J. H. Nation  Великобритания
- F. Stahel  Швейцария